# Constitución de Uruguay de 1918
La Constitución de Uruguay de 1918 fue una carta magna de la República Oriental del Uruguay, la cual fue plebiscitada el 25 de noviembre de 1917 y entró a regir el 1 de marzo de 1919, luego de un largo y complejo proceso de reforma, de acuerdo con lo preceptuado por la anterior Constitución de 1830.

## Génesis
La anterior Constitución de 1830, había regido durante un largo tiempo, a menudo nominalmente; en los hechos, el Uruguay del siglo XIX  era un país signado por el caudillismo y el militarismo. Ese ciclo se cierra con la Revolución de 1904, abriéndose a continuación una década de intensa negociación a nivel político.
En 1912 la Asamblea General aprobó un mecanismo para agilizar la reforma de la Constitución. Esta reforma fue precedida por una intensa campaña en defensa de diversos principios, como por ejemplo, la implantación del Poder Ejecutivo colegiado, la descentralización y la autonomía municipal y la laicización del Estado, separándolo de la Iglesia católica (separación Iglesia-Estado).
En virtud de su aplicación, el Estado pasó de denominarse Estado Oriental del Uruguay a llamarse República Oriental del Uruguay y se dio derecho a voto a todos los hombres mayores de 18 años que no fuesen soldados, siendo éste secreto.

## Organización de los poderes del Estado
El cambio fundamental de esta Constitución fue la organización bicéfala del Poder Ejecutivo, que se estructuró en dos órganos: el Presidente de la República y el Consejo Nacional de Administración.
- El presidente era elegido directamente por el pueblo, duraba cuatro años en sus funciones. Nombraba y destituía a los titulares de los Ministerios del Interior, Relaciones Exteriores y Guerra, que estaban bajo su dependencia.
- El Consejo Nacional de Administración se integraba con nueve miembros elegidos directamente por el pueblo mediante el sistema de doble voto simultáneo por lista incompleta, correspondiendo 2/3 a la lista más votada y 1/3 a la del partido que lo siguiera en número de votos. Los Consejeros permanecían seis años en sus funciones, renovándose por tercios cada dos años: dos de la lista más votada y uno de la que le seguía en número de los votos. Al Consejo Nacional de Administración le correspondía lo relativo a la Instrucción Pública, Obras Públicas, Trabajo, Industrias, Hacienda, Asistencia e Higiene y preparaba el presupuesto general de la Nación. En lo político, fue un régimen de coparticipación de mayoría y minoría en el gobierno.

El Poder Legislativo residía en la Asamblea General integrado por dos Cámaras. La Cámara de Representantes estaba integrada por ciudadanos elegidos directamente por el pueblo, quienes permanecían tres años en sus funciones. La Cámara de Senadores, cuyos integrantes eran elegidos por voto indirecto, uno por cada departamento, permaneciendo seis años en sus funciones y renovándose por tercios cada dos años.
Las Cámaras se encargaban de analizar y aprobar o rechazar proyectos de ley. Reunidas en la Asamblea General designaban a los miembros de la Alta Corte de Justicia y resolvían los conflictos de jurisdicción entre el presidente de la República y el Consejo Nacional de Administración.
El Poder Judicial estaba integrado por la Alta Corte de Justicia, los Tribunales de Apelaciones y los Juzgados de Instancia. La Alta Corte de Justicia ejercía la superintendencia directiva correccional, consultiva y económica sobre todos los Tribunales y Juzgados de la Nación.

## Otros órganos del Estado
Se observó una tendencia a la descentralización en materia de servicios públicos. Se constitucionalizaron los Entes Autónomos (forma jurídica de las empresas del Estado) y se otorgó una amplia autonomía a los Gobiernos Municipales, los cuales se organizaron a semejanza del Gobierno Central.
Los gobiernos de los Departamentos pasaron a estar integrados por dos órganos: el Consejo de Administración y la Asamblea Representativa. El Consejo de Administración era órgano ejecutivo. Duraba tres años en funciones y lo integraban entre tres y siete miembros elegidos directamente por el pueblo. En 1919 se estableció que la Asamblea Representativa tendría un miembro por cada 1000 habitantes, rigiendo la representación proporcional. Estos gobiernos atendían los asuntos departamentales y creaban impuestos...

## Derechos individuales
Se consagraron las garantías al sufragio:
- Inscripción obligatoria en el Registro Cívico Nacional
- Prohibición a los funcionarios policiales y militares de toda actividad política salvo el voto
- Voto secreto
- Representación proporcional integral.

El sufragio pasó a ser obligatorio y universal para los hombres mayores de 18 años.
En la sección XII se remite conceptualmente al "hábeas corpus". Este derecho ha sido reglamentado recientemente, en octubre de 2010.

## Aspectos distintivos de esta Constitución
La principal particularidad fue la composición del Poder Ejecutivo con dos órganos: la Presidencia de la República y el Consejo Nacional de Administración. Esto fue el resultado de la transacción de las fuerzas políticas: el Batllismo (colegialista) y la oposición (presidencialista). 
La coparticipación de los partidos en el gobierno tuvo como finalidad que se abandonara el recurso a las armas para disputar el poder. Incluyó cambios importantes como el voto secreto, la representación proporcional, la separación del Estado de la Iglesia Católica y la abolición de la pena de muerte.
Esta organización conllevaba serios riesgos, ya que el presidente tenía la fuerza pública a su disposición y un desacuerdo grave con el Consejo Nacional de Administración podía llevar al Presidente a usar esta organización en su favor. De hecho, fue lo que ocurrió el 31 de marzo de 1933, cuando Gabriel Terra dio un golpe de Estado.

## Consecuencias
El Consejo Nacional de Administración y cada una de las Cámaras del poder legislativo se renovaban parcialmente cada dos años y siempre de manera alternada. Como consecuencia de la puesta en práctica de este sistema, Uruguay vivió un ambiente electoral continuo durante 15 años: prácticamente siempre había elecciones y los resultados parciales casi siempre eran "para castigar al actual estado de cosas". Era frecuente ver el dominio de determinadas facciones en el Senado, con la oposición de otras facciones rivales en Diputados.
Esta inestabilidad, sumada a las secuelas de la crisis económica de 1929, terminaron derivando en el golpe de Estado y dictadura de Terra en 1933. Un año después entraría en efecto la Constitución de 1934.
De todos modos, esta Constitución marcó un hito importantísimo, por varias razones. Tal vez la más importante: la Constitución pasó a ser debidamente puesta en valor, tanto por el sistema político como por la ciudadanía. Si se observa que a partir de 1918, hubo un total de seis constituciones sucesivamente aprobadas y puestas en vigencia, también se puede apreciar que el sistema político logró un sistema para acordar civilizadamente la evolución de las instituciones uruguayas.